# Cläre Barwitzky
Cläre Barwitzky, auch Claire Barwitzky (* 19. Juni 1913 in Neiße, Oberschlesien; † 10. März 1989 in Meiningen) war eine deutsche, katholische Seelsorgehelferin und erhielt den Titel Gerechte unter den Völkern.

## Leben
Cläre Barwitzky war die Tochter eines ungelernten Arbeiters, der bei der Deutschen Reichsbahn beschäftigt war. 1932 legte sie das Abitur ab, doch ließ sich ihr Wunsch, Lehrerin zu werden, nicht erfüllen. Sie nahm das Angebot des deutschsprechenden französischen Pfarrers Laurent Remillieux aus Lyon an, dessen Sekretärin zu werden. Er war geistiger Führer der „Compagnons de Saint François“ (Gefährten des heiligen Franziskus); Cläre Barwitzky schloss sich der Bewegung an.
1933 kehrte sie nach Deutschland zurück und absolvierte in Freiburg im Breisgau eine Ausbildung zur Seelsorgehelferin, die sie 1935 abschloss. Mit dieser Ausbildung war sie in der französischen Alpengemeinde Vaujany tätig.
Nach der Besetzung Frankreichs wurde die Lage für sie in Vaujany wegen der dort aktiven Résistance gefährlich. Sie ging nach Saint-Étienne und arbeitete als Deutsche unerkannt in einer katholischen Familienpflegeeinrichtung. Diese betrieb ein Heim bei Chamonix, in dem 1943 bei Beginn der antisemitischen Kampagne 30 jüdische Kinder vor der Deportation Schutz fanden. Um ihre Identität zu verbergen, wurden sie mit gefälschten Ausweispapieren versehen. Cläre Barwitzky betreute die Kinder zusammen mit einer französischen Leiterin und zwei jüdischen Frauen. Nachdem Lyon bombardiert worden war, fuhr sie dorthin, um zwei jüdische Kinder abzuholen, die ihre Eltern verloren hatten. Im Spätsommer 1944 wurde das Gebiet befreit.
Cläre Barwitzky kehrte nach einiger Zeit in Paris nach Deutschland zurück und arbeitete als Seelsorgehelferin in Leipzig, ab Juni 1947 in der Gemeinde Corpus Christi in Saalfeld und später in Meiningen. 1969 ging sie aus gesundheitlichen Gründen in den Ruhestand.
Bereits zur DDR-Zeit sollte sie für ihren Einsatz zur Rettung von Juden ausgezeichnet werden, doch wollte sie sich vom Staat nicht als „antifaschistische Friedenskämpferin“ instrumentalisieren lassen. Im März 1991 wurde Cläre Barwitzky postum als Gerechte unter den Völkern ausgezeichnet.